# Королёв, Михаил Александрович (учёный)
Королёв Михаил Александрович (род. 5 марта 1933, Москва) — доктор технических наук, профессор кафедры Интегральной электроники и микросистем, декан факультета электроники и компьютерных технологий (1995—2007) Московского института электронной техники. Заслуженный деятель науки РФ, лауреат Премии Правительства Российской Федерации в области образования (2016), кавалер Ордена Почёта РФ, действительный член Метрологическая академии Российской Федерации (1996), член-корреспондент Международной академии информатизации (1994).

## Биография
Выпускник физико-химического факультета МХТИ им. Д.И. Менделеева 1957 года.
С 1957 года по 1961 год — инженер НИИ-35 МРТП СССР, с 1961 по 1966 — руководитель лаборатории ИТМиВТ АН СССР, с 1966 по 1971 — начальник отдела НИИ молекулярной электроники МЭП СССР, с 1971 года (последовательно) доцент, профессор, декан факультета электроники и компьютерных технологий (1995-2007) в Московском институте электронной техники.
Учёный в области физики и технологии полупроводниковых приборов и интегральных микросхем, один из разработчиков первых советских изделий полупроводниковой электроники, методолог высшего образования, руководитель научной школы в МИЭТ, автор 6 монографий и учебных пособий, более 250 научно-технических публикаций, 50 изобретений. Как преподаватель университета подготовил многих ведущих специалистов, работающих в советской и российской полупроводниковой электронной промышленности.

## Награды
Имеет почетные звания «Заслуженный деятель науки Российской Федерации» (2002), «Заслуженный профессор МИЭТ», награжден Орденом Почета РФ (1996), четырьмя медалями, нагрудными знаками «Изобретатель СССР»,  «Почетный работник электронной промышленности СССР», «За отличные успехи в работе» Минвуза СССР, премией Правительства РФ в области образования (2016) за комплекс учебно-методических пособий и научно-образовательных изданий «Физика, технология, приборы и схемы современной микро- и наноэлектроники».